# شيروساتو

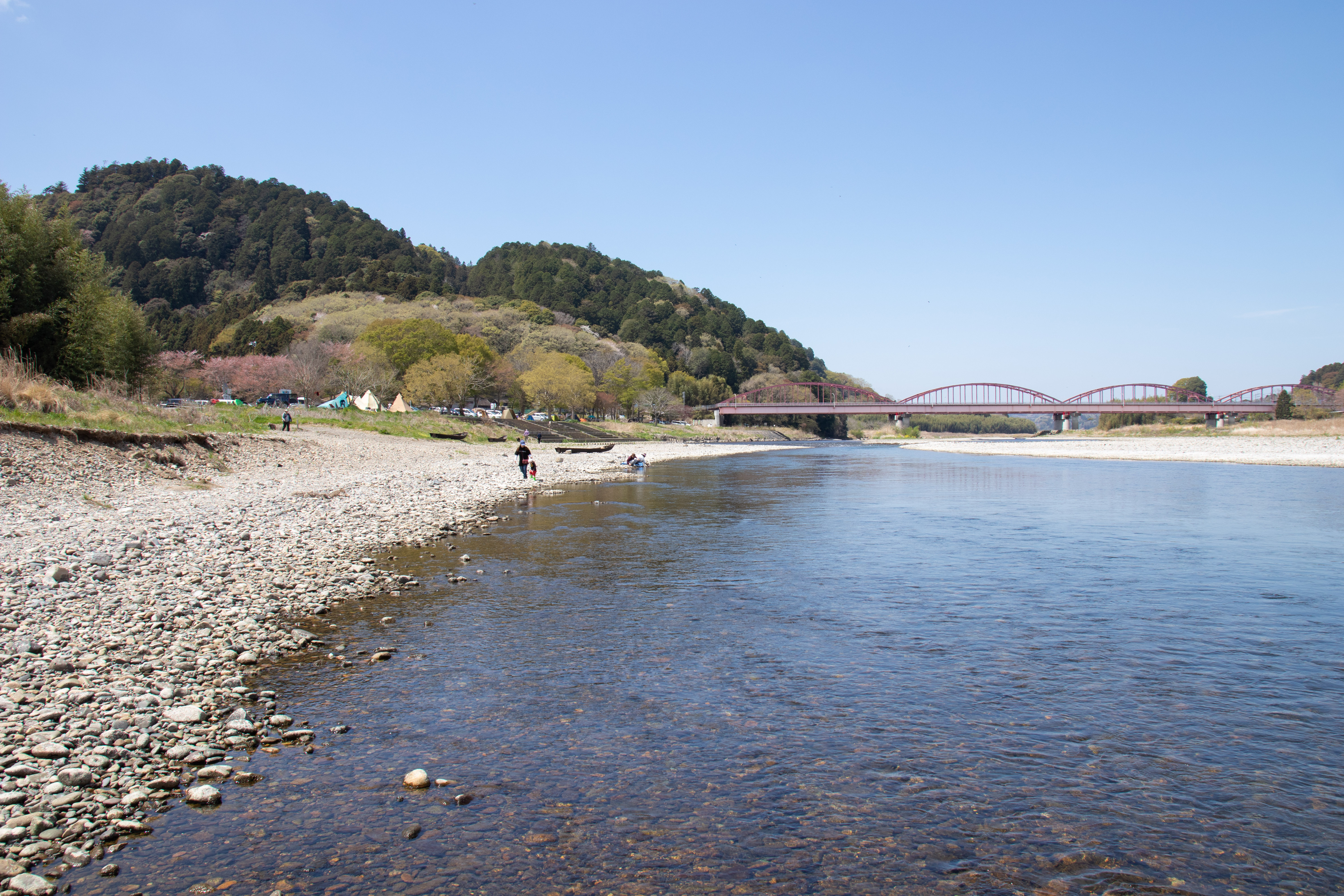
نهر ناكا

شيروساتو (باليابانية: 城里町) هي مدينة تقع في محافظة إيباراكي في اليابان. اعتبارًا من 1 يوليو 2020، اعتبارًا من 1 يوليو 2020، بلغ عدد سكان المدينة 18128 نسمة في 7214 أسرة وبكثافة سكانية تبلغ 112 شخصًا لكل كيلومتر مربع. النسبة المئوية للسكان الذين تزيد أعمارهم عن 65 كانت 37.6٪. تبلغ المساحة الإجمالية للمدينة 161.80 كيلومتر مربع (62.47 ميل2).

## الجغرافيا
تقع شينساتو في وسط غرب محافظة إيباراكي، وتحدها محافظة توتشيغي من الغرب. ويمر نهر ناكا عبرها.

## البلديات المحيطة
محافظة إيباراكي
- ميتو
- كساما
- هيتاتشي-أوميا
- ناكا

محافظة توتشيغي
- موتيجي

## المناخ
تتمتع شيروساتو بمناخ قاري رطب يتميز بصيف دافئ وشتاء بارد مع تساقط ثلوج كثيفة. متوسط درجة الحرارة السنوية في شيروساتو هو 13.6 درجة مئوية. يبلغ متوسط هطول الأمطار السنوي 1390 مم مع شهر سبتمبر باعتباره الشهر الأكثر رطوبة. تكون درجات الحرارة الأعلى في المتوسط في أغسطس، عند حوالي 25.2 درجة مئوية، وأدنى مستوى في يناير عند حوالي 2.8 درجة مئوية.

## التركيبة السكانية
وفقًا لبيانات التعداد الياباني ظل عدد سكان شيروساتو مستقرًا إلى حد ما خلال الأربعين عامًا الماضية.

## روابط خارجية
- الموقع الرسمي باللغة اليابانية